# Louis Dubois (metteur en scène)
Pour les articles homonymes, voir Dubois et Louis Dubois.
Louis Dubois est un comédien, metteur en scène, scénariste et animateur radio, cofondateur de la compagnie Andromède en 2004. Il a été, de 2008 à 2011, directeur de la radio LFM pour laquelle il a par ailleurs présenté et animé plusieurs émissions à caractère culturel.

## Théâtre

### Metteur en scène
- 2005 : Charlie et la Chocolaterie de Roald Dahl, Compagnie Andromède
- 2006 : Sa Majesté des mouches de William Golding, Compagnie Andromède
- 2007 : Le Samourai maudit de Louis Dubois et Ghislaine Bizot, Compagnie Andromède
- 2007 : Foulard, sois cap de dire non ! de Ghislaine Bizot, Compagnie Andromède
- 2008 : Crimes et Ricanements de Ghislaine Bizot, Compagnie Andromède
- 2009 : Arsène Lupin et le Secret de l'Aiguille Creuse, de Maurice Leblanc, Compagnie Andromède
- 2010 : Rire ou prévenir, pourquoi choisir ? de Ghislaine Bizot, Compagnie Andromède
- 2011 : Internet, attention danger ! de Ghislaine Bizot, Compagnie Andromède
- 2011 : Les Fourberies de Scapin de Molière, Compagnie Andromède
- 2011 : La Soupière de Robert Lamoureux, Compagnie Andromède
- 2012 : Le Mariage de Figaro de Beaumarchais, Compagnie Andromède
- 2012 : Ice Crimes de Ghislaine Bizot et Louis Dubois, Compagnie Andromède
- 2013 : A qui ma femme ? de Georges Feydeau, Compagnie Andromède
- 2014 : Hors Jeux de Ghislaine Bizot, Compagnie Andromède
- 2014 : Alice au pays des merveilles de Lewis Caroll, Compagnie Andromède
- 2014 : La farce de Maître Pathelin, Compagnie Andromède

### Auteur
- 2007 : Le Samourai maudit, coauteur avec Ghislaine Bizot, Compagnie Andromède
- 2012 : Ice Crimes, coauteur avec Ghislaine Bizot, Compagnie Andromède

### Comédien
- 2001 : Les Lestrygons
- 2002 : La Tragédie du Roi Richard II de William Shakespeare
- 2003 : L'Illusion comique de Pierre Corneille
- 2004 : Les Fourberies de Scapin de Molière
- 2005 : Monsieur de Pourceaugnac de Molière
- 2006 : Sous les Aulnes du Roy, son et lumière historique
- 2006 : Dix P'tits N… (Dix Petits Nègres) d'Agatha Christie
- 2011 : Internet, attention danger ! de Ghislaine Bizot
- 2012 : Ice Crimes de Ghislaine Bizot et Louis Dubois

## Filmographie

### Cinéma

#### Courts métrages

##### Réalisateur
- 2013: Tel est pris
- 2013 : Cache-cache
- 2014 : Le fantôme de la forêt[1]

##### Scénariste
- 2014 : Le fantôme de la forêt[1]

### Télévision
Louis Dubois est le coscénariste avec Ghislaine Bizot des six films publicitaires produits par le groupe Bayard Presse pour l'anniversaire du magazine Okapi en septembre 2011.

## Radio
Louis Dubois a été le premier directeur de la radio LFM, station associative fondée le 24 novembre 2008 et sélectionnée par le Conseil supérieur de l'audiovisuel (France) (CSA) le 7 avril 2009 pour occuper la fréquence 95,5 MHz sur le secteur d'implantation de Mantes-la-Jolie (Yvelines), fonction qu'il a occupé de la création de la radio jusqu'en juillet 2011. Durant cette période, il était également le présentateur et l'animateur de deux émissions culturelles où il recevait des artistes de la nouvelle scène musicale française: "Projecteur" et "Les Nouveaux Talents". Il a notamment reçu Grand Corps Malade et Brigitte.